# Kecik
Kecik is een bestuurslaag in het regentschap Sragen van de provincie Midden-Java, Indonesië. Kecik telt 3091 inwoners (volkstelling 2010).